# Conceição do Coité
Conceição do Coité là một đô thị thuộc bang Bahia, Brasil. Đô thị này có diện tích 1086,224 km², dân số năm 2007 là 59548 người, mật độ 54,82 người/km².